# Église Sainte-Barbe d'Arroyo Naranjo
Le sanctuaire Sainte-Barbe est une église située à Arroyo Naranjo, municipalité de La Havane à Cuba, que l’Église catholique rattache à l’archidiocèse de La Havane en tant qu’église paroissiale,. Il est dédié à sainte Barbe, une des principales figures de dévotion cubaines.
L’église est souvent décrite comme étant un « sanctuaire national », ayant été qualifiée ainsi en 1955 par l’archevêque d’alors, Manuel Arteaga y Betancourt ; mais ce n’en fait pas un sanctuaire national, la Conférence des évêques catholiques de Cuba n’ayant pas été impliquée.